# Interdizione al volo del Boeing 737 MAX
L'interdizione al volo del Boeing 737 MAX è stato un provvedimento preso nel marzo 2019 da parte delle autorità aeronautiche di tutto il mondo riguardante l'aereo di linea passeggeri Boeing 737 MAX, velivolo relativamente nuovo che era in produzione solo dal 2016, dopo che due aeromobili di questo modello sono stati coinvolti in altrettanti fatali incidenti aerei in soli cinque mesi, uccidendo tutte le 346 persone a bordo.
Gli incidenti si sono verificati con il volo Lion Air 610 il 29 ottobre 2018 e il volo Ethiopian Airlines 302 il 10 marzo 2019. Immediatamente dopo il secondo incidente, la Federal Aviation Administration (FAA), l'autorità aeronautica degli Stati Uniti, ha inizialmente confermato l'aeronavigabilità del Boeing 737 MAX mentre quasi tutte le altre autorità aeronautiche, a cominciare dalla Cina, lo hanno temporaneamente interdetto al volo, inizialmente per un periodo di tempo limitato. La FAA ha poi interdetto al volo l'aereo il 13 marzo a tempo indeterminato, motivando la decisione con la somiglianza tra i due incidenti. Al momento dell'interdizione al volo, vi erano 387 aerei attivi che operavano circa 8 600 voli settimanali per 59 compagnie aeree.
Gli investigatori hanno attribuito la causa al nuovo sistema automatizzato di Maneuvering Characteristics Augmentation System (MCAS) del Boeing 737 MAX che porterebbe automaticamente l'aereo in una posizione di picchiata.
Dopo il secondo incidente, il Congresso e il Dipartimento dei trasporti degli Stati Uniti hanno iniziato le indagini sulla certificazione del tipo di aereo FAA, in particolare se l'agenzia aveva delegato troppa autorità di auto-approvazione a Boeing. Le compagnie aeree hanno criticato Boeing per non aver informato i piloti sull'MCAS. Il National Transportation Safety Board (NTSB) degli Stati Uniti ha criticato il presupposto della Boeing secondo il quale i piloti avrebbero potuto disabilitare rapidamente MCAS, e il Joint Authorities Technical Review (JATR), nominato dalla FAA, ha trovato documentazione e revisione inadeguate del sistema. Nell'ottobre 2019, il rapporto finale del governo indonesiano sull'incidente di Lion Air ha identificato nove fattori che contribuiscono a difetti di progettazione dell'aeromobile, certificazione inadeguata e regolamentazione di sicurezza, errori di manutenzione e azioni degli equipaggi di volo.
A seguito dell'interdizione al volo, Boeing ha interrotto le consegne e prima ridotto e poi, da gennaio 2020, sospeso la produzione dei Boeing 737 MAX con circa 400 aerei in attesa di esser consegnati. Il ritorno in servizio dell'aereo dipende dall'approvazione mondiale delle modifiche al suo software MCAS, al sistema di controllo del volo e ai sistemi di allarme della cabina di pilotaggio, lavori avviati da Boeing sin da novembre 2018. Le compagnie aeree non prevedono di riprendere i voli dei MAX fino alla fine del 2020.
Gli analisti hanno previsto che la messa a terra del Boeing 737 MAX costerà a Boeing fino a 20 miliardi di dollari statunitensi in entrate perse e compensi per compagnie aeree e parenti delle vittime degli incidenti a seguito di cause legali.

## Cronologia

### 2018
- 29 ottobre: un 737 MAX 8 operante il volo Lion Air 610 si è schiantato dopo il decollo da Giacarta, provocando la morte di tutti i 189 a bordo.
- 6 novembre: Boeing ha emesso un bollettino di servizio avvertendo che con "dati dell'AoA errati, il sistema di assetto del beccheggio può far abbassare il muso tramite lo stabilizzatore con incrementi che durano fino a 10 secondi" che "possono essere fermati e invertiti con l'uso degli interruttori di assetto dello stabilizzatore elettrico ma che potrebbero riprendere 5 secondi dopo" e ha istruito i piloti a contrastarli.[3]
- 7 novembre: la FAA ha emesso una direttiva di aeronavigabilità di emergenza che richiede di rivedere "l'AFM[4] per fornire all'equipaggio procedure di assetto dello stabilizzatore orizzontale" quando "comandi ripetuti di assetto di muso verso il basso" sono causati da dati errati provenienti da "un sensore dell'AoA singolo con un valore erroneamente elevato".[3]
- 10 novembre: Boeing ha fatto riferimento al MCAS nei messaggi multi-operatore. Il controllo di volo automatizzato poteva causare picchiate involontarie, ma è stato omesso nei manuali e nell'addestramento degli equipaggi.[5]
- 27 novembre: la Allied Pilots Association di American Airlines ha avuto un incontro con Boeing per esprimere preoccupazione per l'efficacia dell'MCAS, ed è stata innervosita dalle risposte del produttore.[6]
- 3 dicembre: la FAA ha condotto un'analisi non pubblicata denominata "Transport Aircraft Risk Assessment Methodology" (TARAM) che ha concluso, "se non corretta, la falla di progettazione del MCAS nel 737 MAX potrebbe provocare fino a 15 futuri incidenti mortali durante la vita della flotta"; è stato esposto dal Comitato per i trasporti e le infrastrutture della Camera degli Stati Uniti l'11 dicembre 2019.[7]

### 2019
- 10 marzo: un altro 737 MAX 8 operante il volo Ethiopian Airlines 302 operante si è schiantato poco dopo il decollo dall'aeroporto di Addis Abeba, uccidendo tutti i 157 a bordo, a causa di un analogo problema, dando inizio all'interdizione al volo mondiale per l'aereo, a partire dalla Cina.
- 13 marzo: la FAA statunitense è stata tra le ultime a ordinare la messa a terra del 737 MAX, dopo aver affermato che non ce n'era motivo: la Cina aveva il maggior numero di aerei in servizio, 96, seguita dagli Stati Uniti con 72, dal Canada con 39 e dall'India con 21.
- 27 marzo: Boeing ha svelato un aggiornamento software per evitare errori del MCAS, già sviluppato e testato in volo, per essere certificato.
- 5 aprile: Boeing ha annunciato che il taglio della produzione di Boeing 737 MAX di quasi un quinto, portandola a 42 aeromobili al mese, prevedendo una prolungata messa a terra, e ha formato un comitato interno di revisione del progetto.
- 13 maggio: il membro del Congresso repubblicano Sam Graves, all'audizione della sottocommissione della United States House Committee on Transportation and Infrastructure, ha accusato la scarsa formazione dei piloti indonesiani ed etiopi; ha affermato che "i piloti addestrati negli Stati Uniti avrebbero avuto successo" nella gestione delle emergenze su entrambi i jet.[8][9]
- 18 giugno: IAG ha firmato una lettera di intenti per 200 737 MAX al salone aereo di Parigi, seguita da SunExpress e da Air Astana nel corso dell'anno.
- 26 giugno: i test di volo della FAA hanno scoperto un problema di elaborazione dei dati che influiva sulla capacità dei piloti di eseguire la procedura di "runaway stabiliser" per rispondere agli errori del MCAS.
- 30 ottobre: il CEO di Boeing Dennis Muilenburg ha testimoniato davanti ai comitati del Congresso degli Stati Uniti, difendendo la cultura della sicurezza di Boeing e negando la conoscenza dei messaggi interni in cui l'ex capo pilota tecnico di Boeing ha dichiarato di aver mentito inconsapevolmente alle autorità di regolamentazione e ha espresso le sue preoccupazioni sul MCAS.
- 22 novembre: Boeing ha presentato il primo esemplare di 737 MAX 10 per i test di volo.[5]
- 26 novembre: la FAA ha revocato l'autorizzazione alla designazione dell'organizzazione della Boeing per il rilascio dei certificati di aeronavigabilità per i singoli velivoli della famiglia MAX.[10]
- 17 dicembre: Boeing ha confermato la sospensione della produzione del 737 MAX da gennaio 2020.
- 23 dicembre: Dennis Muilenburg si è dimesso, per essere sostituito dal presidente del consiglio David Calhoun.[5]

### 2020
- 7 gennaio: Boeing ha raccomandato "l'addestramento al simulatore oltre all'addestramento al computer".[11]
- 9 gennaio: Boeing ha rilasciato messaggi precedenti in cui affermava che non era necessario addestrarsi al simulatore di volo e prendeva le distanze dalle e-mail che prendevano in giro le compagnie aeree e la FAA, e che criticavano il design del 737 MAX.
- 13 gennaio: David Calhoun è diventato CEO, impegnandosi a migliorare l'impegno di Boeing per la sicurezza e la trasparenza e stimando il ritorno in servizio a metà del 2020.
- 21 gennaio: Boeing ha stimato che la ripresa dei voli avrebbe potuto iniziare a metà del 2020.[5]
- 27 maggio: Boeing ha ripreso la produzione del MAX a un "ritmo molto graduale".[12]
- dal 28 giugno al 1º luglio - la FAA ha condotto test di volo in vista della ricertificazione del 737 MAX.[13]
- 16 settembre: la Camera dei Rappresentanti degli Stati Uniti ha pubblicato il suo rapporto conclusivo, accusando Boeing e la FAA di errori nella progettazione, costruzione e certificazione.[14]
- 30 settembre: un Boeing 737 MAX è stato pilotato dall'amministratore della FAA Stephen Dickson.[15]
- 16 ottobre: Patrick Ky, direttore esecutivo dell'Agenzia per la sicurezza aerea dell'Unione europea, ha affermato che il 737 Max aggiornato ha raggiunto un livello di sicurezza "abbastanza elevato" per l'EASA.[16]
- 18 novembre: la FAA ha annunciato che il MAX è autorizzato a tornare in servizio. Le compagnie aeree dovranno effettuare la manutenzione e gli aggiornamenti del sistema prima che i voli possano riprendere. Anche i programmi di addestramento delle compagnie aeree richiederanno l'approvazione.[17][18][19][20]
- 9 dicembre: la compagnia aerea low-cost brasiliana Gol Transportes Aéreos è la prima a riprendere il servizio passeggeri.[21]
- 21 dicembre: Aeroméxico è la seconda compagnia a riprendere le operazioni con il 737-8 MAX.[22]
- 29 dicembre: American Airlines è la prima compagnia statunitense, e la terza a livello globale, a riprendere i voli commerciali.[23]

### 2021
- 7 gennaio: Boeing è arrivata all'accordo di pagare oltre 2,5 miliardi di dollari dopo essere stata accusata di frode per aver nascosto informazioni alle autorità di regolamentazione della sicurezza: una sanzione pecuniaria penale di 243,6 milioni, 1,77 miliardi di danni alle compagnie aeree e un fondo di 500 milioni per i parenti delle vittime dei due incidenti.[24][25]
- 18 gennaio: il Transport Canada ha autorizzato il MAX a riprendere i voli nello spazio aereo canadese. Gli operatori canadesi devono modificare il velivolo per consentire ai piloti di disabilitare lo stick shaker quando viene attivato erroneamente, se sono certi di aver compreso la causa sottostante.[26][27]
- 27 gennaio: l'Agenzia europea per la sicurezza aerea e la Civil Aviation Authority hanno autorizzato la ripresa delle operazioni di volo del 737 MAX negli spazi aerei europei e del Regno Unito.[28][29]
- 26 febbraio: l'Autorità australiana per la sicurezza dell'aviazione civile ha revocato il divieto di volo dei MAX, accettando i requisiti di ritorno in servizio stabiliti dalla FAA. L'Australia è la prima nazione nella regione Asia-Pacifico ad aver autorizzato il ritorno in servizio dell'aereo.[30]

## Interdizione al volo

Interdizione al volo dell'ente regolatore
Interdizione al volo volontaria della compagnia aerea

Ethiopian Airlines mise a terra la sua flotta di Boeing 737 MAX il 10 marzo. L'Amministrazione dell'aviazione civile della Cina ordinò l'interdizione al volo a tutti gli aeromobili MAX a partire dall'11 marzo. La maggior parte delle altre autorità nazionali per l'aviazione civile o le singole compagnie aeree misero a terra le proprie flotte di 737 MAX nei due giorni successivi.
L'11 marzo, la FAA emise una nota di aeronavigabilità indirizzata agli operatori internazionali del Boeing 737 MAX dove venivano spiegate le attività che la FAA aveva completato dopo l'incidente Lion Air a supporto di continuare le operazioni del Boeing 737 MAX, elencando i 59 operatori interessati di 387 velivoli MAX in tutto il mondo.
Il 13 marzo, il Canada ricevette informazioni che evidenziavano la somiglianza tra gli incidenti in Etiopia e Indonesia. Il ministro dei trasporti canadese Marc Garneau informò il segretario ai trasporti statunitense Elaine Chao della sua decisione di mettere a terra l'aereo. Ore dopo, il presidente Trump annunciò l'interdizione al volo del Boeing 737 MAX nei cieli degli Stati Uniti, in seguito a una consultazione tra Chao, l'amministratore delegato della FAA Daniel Elwell e l'allora amministratore delegato della Boeing Dennis Muilenburg. La FAA emise un ordine di interdizione al volo ufficiale, riconoscendo la "possibilità di una in comune per i due incidenti". Le autorità di regolamentazione statunitensi, canadesi e cinesi sovrintendono a una flotta combinata di 196 aeromobili, più della metà di tutti i 387 velivoli consegnati.

### Autorità

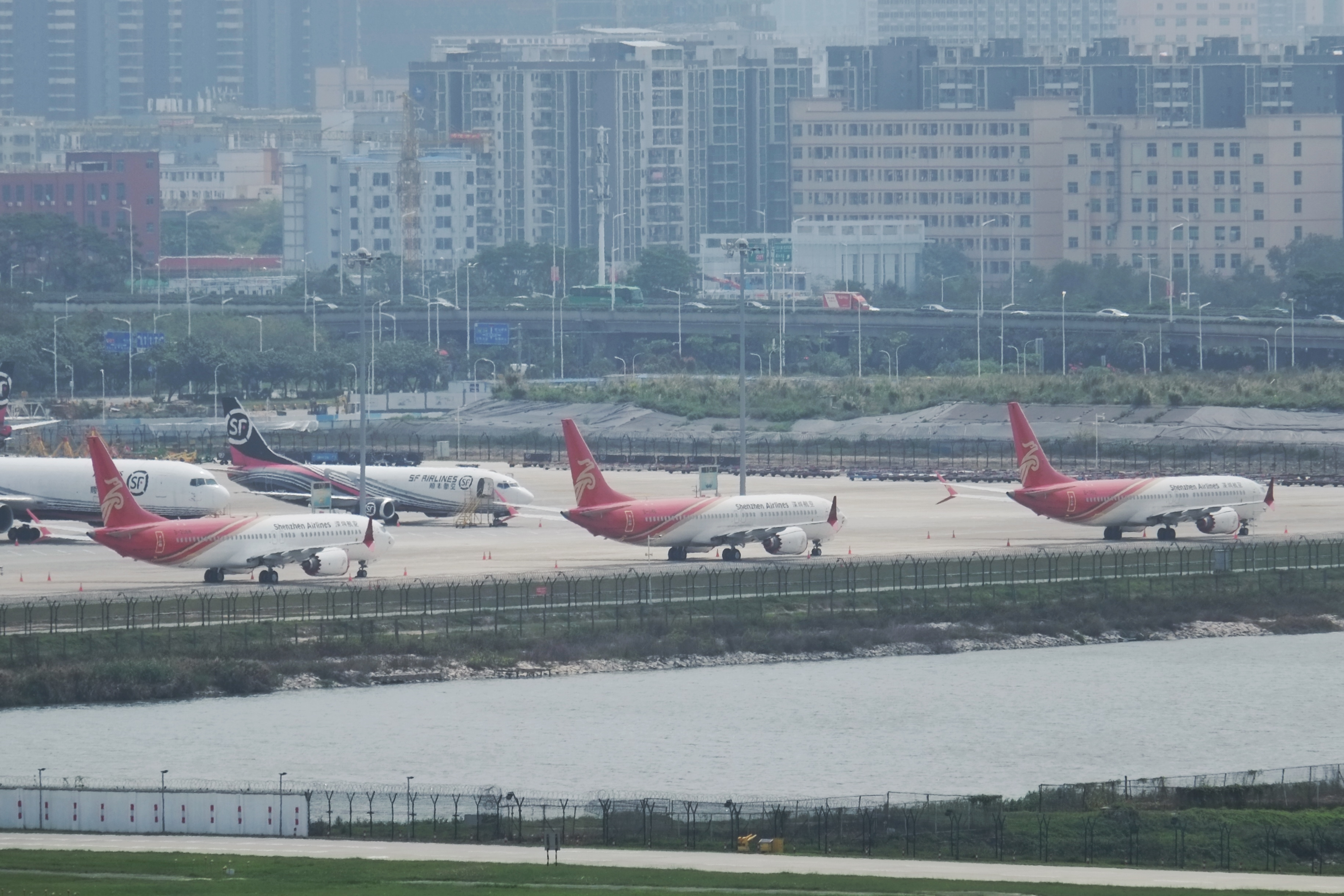
Boeing 737 MAX 8 della Shenzhen Airlines accantonati all'Aeroporto Internazionale di Shenzhen-Bao'an a marzo 2019

Sebbene gli enti regolatori per l'aviazione civile in genere seguano le indicazioni del costruttore dell'aereo e della sua autorità di certificazione nazionale, in questo caso hanno agito indipendentemente da quanto indicato dalla Boeing e quindi dalla statunitense FAA, revocando l'aeronavigabilità al Boeing 737 MAX.
- 10 marzo
  -  Etiopia: le autorità aeronautiche interdissero le operazioni di volo sullo spazio aereo etiope di tutti i modelli di Boeing 737 MAX.[41]
- 11 marzo
  -  Cina: l'Amministrazione dell'aviazione civile della Cina ordinarono a tutte le compagnie aeree nazionali di sospendere le operazioni di tutti gli aerei 737 MAX 8 entro le 18:00 ora locale (10:00 GMT), in attesa dei risultati dell'indagine sull'incidente avvenuto in Etiopia, mettendo a terra tutti i 96 aerei Boeing 737 MAX in Cina.[42][43]
  -  Stati Uniti: la FAA rilasciò un comunicato in cui assicurava il mantenimento dell'aeronavigabilità del 737 MAX.[44] La FAA dichiarò di non avere prove sufficienti per giustificare un'azione normativa contro l'aeromobile.[45]
  -  Indonesia: 9 ore dopo la messa a terra della Cina,[46] il Ministero dei trasporti indonesiano emise un'ordinanza per sospendere temporaneamente il volo di tutti gli 11 Boeing 737 MAX 8 registrati in Indonesia. Il 12 marzo ci fu un'ispezione sui suddetti velivoli per "garantire che gli aeromobili che operano in Indonesia siano in condizioni di aeronavigabilità".[47][48]
  -  Mongolia: l'Autorità per l'aviazione civile della Mongolia dichiarò, in una nota, di aver "temporaneamente sospeso l'autorizzazione al volo del Boeing 737 MAX operato dalla MIAT Mongolian Airlines con validità dall'11 marzo 2019"[49]
- 12 marzo
  -  Singapore: l'Autorità per l'aviazione civile di Singapore "sospende temporaneamente" l'autorizzazione al volo di tutte le varianti del velivolo Boeing 737 MAX in entrata e in uscita da Singapore.[50]
  -  India: la Direzione generale per l'aviazione civile (DGCA) rilasciò una dichiarazione in cui affermava di aver preso la decisione di mettere immediatamente a terra l'aeromobile Boeing 737 MAX fino a quando non fossero state apportate le dovute modifiche affinché potesse volare in sicurezza.[51]
  -  Turchia: la Direzione generale per l'aviazione civile sospese i voli di tutti i Boeing 737 MAX 8 e MAX 9 operati da compagnie turche nel Paese, dichiarando di stare valutando anche di chiudere lo spazio aereo a tutti gli aeromobili di quel tipo.[52]
  -  Corea del Sud: il Ministero della Terra, delle Infrastrutture e dei Trasporti (MOLIT) consigliò a Eastar Jet, l'unica compagnia aerea della Corea del Sud a possedere un aereo Boeing 737 MAX, di mettere a terra i propri velivoli,[53] e tre giorni dopo ha emesso un messaggio NOTAM al fine di vietare il decollo e l'atterraggio a tutti i modelli di Boeing 737 MAX dagli aeroporti nazionali.[54]
  -  Unione europea: l'Agenzia europea per la sicurezza aerea (EASA) ordinò la sospensione totale delle operazioni di volo a tutti i Boeing 737 MAX 8 e 737 MAX 9 nei cieli dell'Unione europea. Inoltre, l'AESA emanò una direttiva sulla sicurezza, pubblicata alle 18:23[55] e in vigore alle 19:00 UTC, che vietava a tutti i voli commerciali operati con i modelli sopra citati, effettuati da operatori di paesi terzi verso di altri paesi terzi, di sorvolare l'UE.[56] I motivi per l'interdizione al volo: "Troppe somiglianze tra i dati del disastro Ethiopian e quello Lion Air; adozione di azioni correttive in caso di potenziali condizioni non sicure; ulteriori considerazioni: nessun accesso diretto alle indagini all'EASA, insolita situazione in cui un aereo "giovane" è coinvolto in due incidenti mortali in meno di 6 mesi".[55]
  -  Canada: il ministro dei trasporti Marc Garneau affermò: "è prematuro prendere in considerazione la messa a terra e se dovessi volare da qualche parte su quel tipo di aereo oggi, lo farei".[57]
  -  Australia: l'Autorità per la sicurezza dell'aviazione civile (CASA) interdisse tutti i Boeing 737 MAX dallo spazio aereo australiano.[58]
  -  Malaysia: l'Dipartimento dell'Aviazione Civile di Malaysia sospese l'autorizzazione alle operazioni di volo dell'aeromobile Boeing 737 Max 8 sullo spazio aereo nazionale.[59]
- 13 marzo
  -  Canada: il ministro dei trasporti canadese Marc Garneau, dopo essere entrato in possesso di nuove informazioni circa il Boeing 737 MAX,[60] dichiarò che "Non ci possono essere Boeing 737 MAX 8 o MAX 9 che volano all'interno dello spazio aereo del Canada".[61][62]
  -  Stati Uniti: il presidente Donald Trump annunciò, il 13 marzo, che le autorità statunitensi avrebbero messo a terra tutti i Boeing 737 MAX 8 e MAX 9 negli Stati Uniti.[63] Dopo l'annuncio del Presidente, la FAA ordinò ufficialmente l'interdizione al volo di tutti i 737 MAX 8 e 9 gestiti dalle compagnie aeree statunitensi o operanti nello spazio aereo degli Stati Uniti.[64] La FAA consentì alle compagnie aeree di effettuare voli di posizionamento, quindi senza passeggeri o assistenti di volo, al fine di portare i velivoli nei luoghi di accantonamento.[65][66]
  -  Hong Kong: il Dipartimento dell'aviazione civile vietò le operazioni di volo a tutti i velivoli Boeing 737 MAX in arrivo o in partenza da Hong Kong, nonché il sorvolo del territorio.[67]
  -  Panama: l'Autorità per l'aviazione civile mise a terra i Boeing 737 MAX.[68][69]
  -  Vietnam: l'Autorità per l'aviazione civile del Vietnam vietò agli aerei Boeing 737 MAX di sorvolare il Vietnam.[70]
  -  Nuova Zelanda: l'Autorità per l'aviazione civile della Nuova Zelanda interdisse al volo il Boeing 737 MAX dal suo spazio aereo.[71]
  -  Messico: l'Autorità del Messico per l'aviazione civile interdisse al volo gli aeromobili Boeing 737 MAX 8 e MAX 9.[72]
  -  Brasile: l'Agenzia Nazionale per l'Aviazione Civile interdisse al volo i velivoli del tipo 737 MAX.[73]
  -  Colombia: l'Autorità per l'aviazione civile della Colombia vietò agli aerei Boeing 737 MAX di sorvolare il suo spazio aereo.[74]
  -  Cile: la Direzione generale dell'aviazione civile del Cile vietò ai velivoli Boeing 737 MAX di sorvolare lo spazio aereo del paese.[75]
  -  Trinidad e Tobago: il Direttore Generale dell'Aviazione Civile vietò agli aerei Boeing 737 Max 8 e 9 di essere utilizzati nelle operazioni di aviazione civile all'interno e sopra Trinidad e Tobago.[76]
- 14 marzo
  -  Taiwan: la Amministrazione per l'aeronautica civile vietò al Boeing 737 MAX di entrare, uscire o sorvolare Taiwan.[77]
  -  Giappone: il ministero dei trasporti giapponese interdisse al volo i Boeing 737 MAX 8 e 9 dal spazio aereo del Giappone.[78]
- 16 marzo
  -  Argentina: l'Amministrazione nazionale per l'aviazione civile chiuse lo spazio aereo argentino ai velivoli del tipo Boeing 737 MAX.[79]
- 27 giugno
  -  Belgio: il Belgio emise un NOTAM che estendeva l'interdizione al volo dei Boeing 737 MAX 8 e MAX 9 fino al 2020.[80]

### Compagnie aeree
Cronologia della messa a terra dei Boeing 737 MAX da parte delle compagnie aeree che lo avevano in flotta il 10 marzo 2019:
| Data     | Compagnia aerea         | Quantità |
| -------- | ----------------------- | -------- |
| 10 marzo | Ethiopian Airlines      | 4        |
| 11 marzo | 9 Air                   | 3        |
| 11 marzo | Aerolíneas Argentinas   | 5        |
| 11 marzo | Air China               | 15       |
| 11 marzo | Cayman Airways          | 2        |
| 11 marzo | China Eastern Airlines  | 3        |
| 11 marzo | China Southern Airlines | 24       |
| 11 marzo | Comair                  | 2        |
| 11 marzo | Eastar Jet              | 2        |
| 11 marzo | Fuzhou Airlines         | 2        |
| 11 marzo | Garuda Indonesia        | 1        |
| 11 marzo | Gol Transportes Aéreos  | 7        |
| 11 marzo | Hainan Airlines         | 11       |
| 11 marzo | Kunming Airlines        | 2        |
| 11 marzo | Lion Air                | 10       |
| 11 marzo | Lucky Air               | 3        |
| 11 marzo | MIAT Mongolian Airlines | 1        |
| 11 marzo | Okay Airways            | 2        |
| 11 marzo | Royal Air Maroc         | 2        |
| 11 marzo | Shandong Airlines       | 7        |
| 11 marzo | Shanghai Airlines       | 12       |
| 11 marzo | Shenzhen Airlines       | 6        |
| 11 marzo | XiamenAir               | 10       |

| Data     | Compagnia aerea             | Quantità |
| -------- | --------------------------- | -------- |
| 12 marzo | Aeroméxico                  | 6        |
| 12 marzo | Air Italy                   | 3        |
| 12 marzo | Corendon Airlines           | 1        |
| 12 marzo | Enter Air                   | 2        |
| 12 marzo | Fiji Airways                | 2        |
| 12 marzo | Flydubai                    | 15       |
| 12 marzo | Icelandair                  | 6        |
| 12 marzo | Jet Airways                 | 8        |
| 12 marzo | LOT Polish Airlines         | 5        |
| 12 marzo | Mauritania Airlines         | 1        |
| 12 marzo | Norwegian Air International | 9        |
| 12 marzo | Norwegian Air Shuttle       | 6        |
| 12 marzo | Norwegian Air Sweden        | 3        |
| 12 marzo | S7 Airlines                 | 2        |
| 12 marzo | SilkAir                     | 6        |
| 12 marzo | Smartwings                  | 8        |
| 12 marzo | Sunwing Airlines            | 4        |
| 12 marzo | TUI Airways                 | 6        |
| 12 marzo | TUI Airlines Belgium        | 4        |
| 12 marzo | TUI Airlines Nederland      | 3        |
| 12 marzo | TUI fly                     | 1        |
| 12 marzo | TUIfly Nordic               | 2        |
| 12 marzo | Turkish Airlines            | 14       |

| Data     | Compagnia aerea    | Quantità |
| -------- | ------------------ | -------- |
| 13 marzo | Air Canada         | 24       |
| 13 marzo | American Airlines  | 24       |
| 13 marzo | Copa Airlines      | 6        |
| 13 marzo | Southwest Airlines | 34       |
| 13 marzo | SCAT Airlines      | 1        |
| 13 marzo | SpiceJet           | 13       |
| 13 marzo | Thai Lion Air      | 3        |
| 13 marzo | United Airlines    | 14       |
| 13 marzo | WestJet            | 13       |
| 15 marzo | Oman Air           | 5        |
| Totale   | Totale             | 392      |

### Impatto sugli aeromobili in volo
Circa 30 velivoli Boeing 737 MAX volavano nello spazio aereo americano quando fu annunciato l'ordine di interdizione al volo della FAA. Agli aerei fu permesso di proseguire verso le loro destinazioni e furono quindi messi a terra.
In Europa, numerosi voli furono dirottati a seguito degli ordini di interdizione al volo: un Boeing 737 MAX di Norwegian Air Shuttle diretto in Israele fece ritorno a Stoccolma, due velivoli di Turkish Airlines in volo verso la Gran Bretagna effettuarono un'inversione ad U e fecero ritorno in Turchia. Un 737 MAX 8 Smartwings in volo dall'Aeroporto di Espargos, sull'Ilha do Sal, Capo Verde, e diretto all'Aeroporto di Praga, fu costretto ad atterrare all'Aeroporto di Tunisi-Cartagine dopo che Malta  gli aveva negato l'atterraggio presso l'Aeroporto di Luqa. Un altro 737 MAX 8 sempre di Smartwings, in volo dall'Aeroporto Internazionale di Dubai e anch'esso diretto a Praga, venne costretto ad atterrare all'Aeroporto di Ankara.

### Voli di posizionamento
L'11 giugno 2019 un Boeing 737 MAX 8 Norwegian Air Shuttle, fermo da marzo all'aeroporto di Malaga, tentò di effettuare un volo di posizionamento verso l'aeroporto di Stoccolma-Arlanda per essere accantonato. I voli di posizionamento dovevano essere effettuati solo da piloti che soddisfacessero una determinata qualifica dell'Agenzia europea per la sicurezza aerea (EASA) e senza membri dell'equipaggio o passeggeri a bordo. Il piano di volo doveva contenere parametri specifici per evitare l'azionamento automatico dell'MCAS, procedendo quindi a un livello di volo più basso del normale, con i flap estesi e il pilota automatico attivato. Tuttavia, all'aereo fu negato l'ingresso nello spazio aereo tedesco e costretto ad atterrare all'aeroporto di Châlons-Vatry, in Francia.
All'inizio di ottobre, Icelandair spostò i suoi cinque Boeing 737 MAX 8 parcheggiati dall'aeroporto Internazionale di Keflavík all'aeroporto di Lleida-Alguaire, per via del rigido clima invernale islandese. I 737 MAX effettuarono l'intero volo con i flap estesi per impedire l'attivazione dell'MCAS. Nello stesso periodo, con l'inizio della stagione delle piogge a Singapore, Silk Air spostò i suoi 6 Boeing 737 MAX 8 dall'aeroporto di Singapore-Changi all'aeroporto di Alice Springs, in Australia.
Il 9 settembre 2019 è rientrato a Milano Malpensa EI-GFY, il Boeing 737 MAX 8 di Air Italy rimasto bloccato a Il Cairo il 12 marzo 2019 al momento dell'entrata in vigore dello stop dei voli sull'Europa: nonostante l'ENAC, in accordo con l'aerolinea, avesse fissato alle 21:00 l'orario dell'entrata in vigore dell'interdizione dei cieli in Italia, proprio per permettere il rientro di questo aereo, la sospensiva dell'EASA, con valore su tutta l'Europa e inizio alle ore 20:00, ha, di fatto, bloccato il volo, che, dovendo partire da Il Cairo alle 19:25 locali, non avrebbe mai potuto raggiungere Malpensa prima delle ore 20:00 ora italiana.

## Incidenti

### Volo Lion Air 610

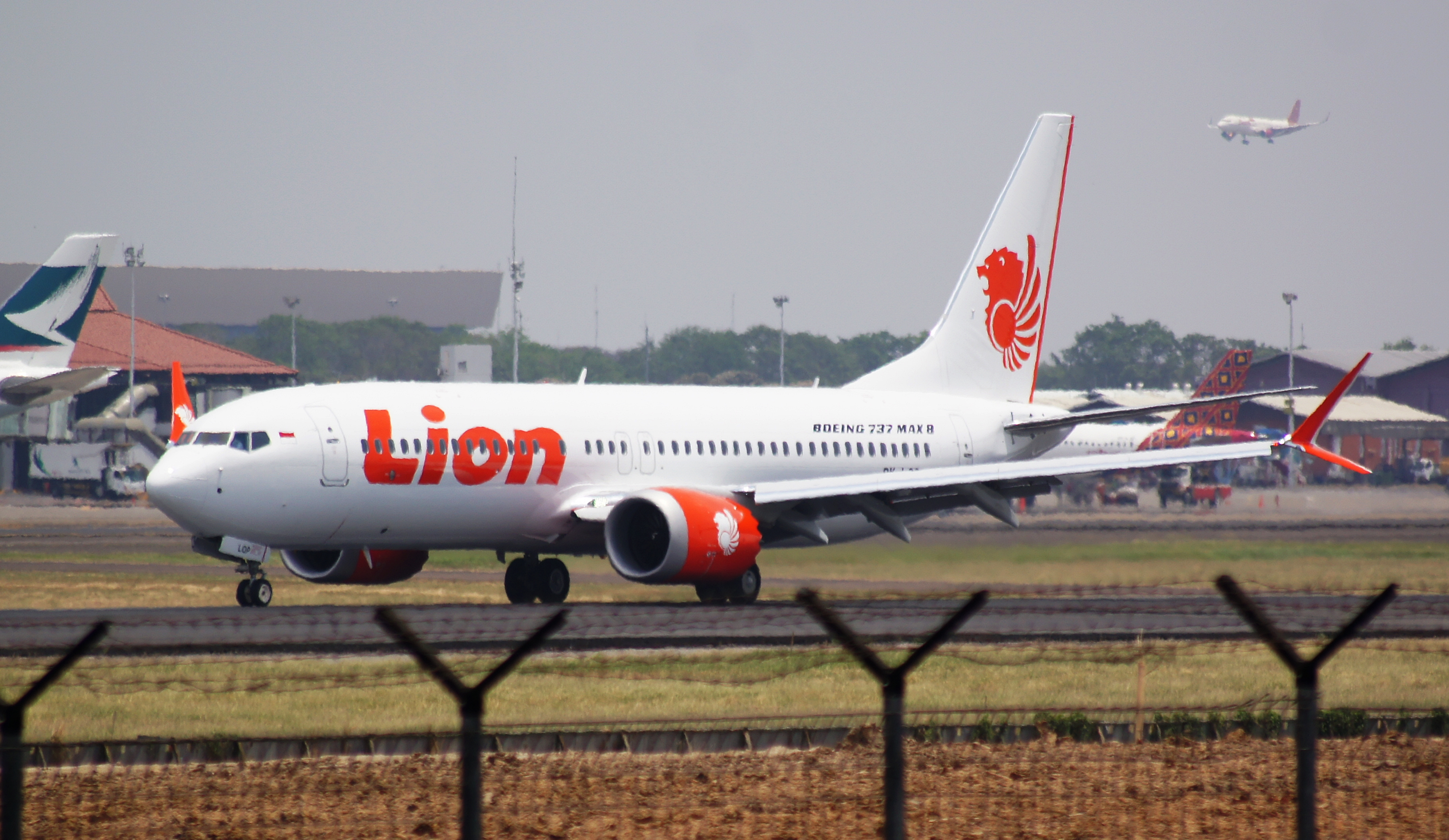
PK-LQP, l'aereo coinvolto nello schianto del volo 610

Il 29 ottobre 2018, il volo Lion Air 610 partito dall'Aeroporto Internazionale Soekarno-Hatta di Giacarta e diretto all'Aeroporto Depati Amir di Pangkal Pinang si è schiantato nel Mar di Giava 12 minuti dopo il decollo. Tutti i 189 passeggeri e membri dell'equipaggio rimasero uccisi nell'incidente. Il rapporto preliminare attribuiva provvisoriamente l'incidente ai dati errati dell'angolo di incidenza e al compensatore comandato dal MCAS. La banderuola dell'angolo di incidenza sul lato del capitano era difettosa ed era già stata sostituita. Il velivolo 737 MAX era stato consegnato nuovo di fabbrica alla Lion Air 2 mesi e 16 giorni prima, il 13 agosto 2018. Questo è stato l'incidente aereo di un Boeing 737, di qualsiasi variante, che ha fatto più scalpore nella storia.
Dopo l'incidente, Boeing rilasciò un bollettino avvertendo gli operatori del Boeing 737 MAX di problemi ai sensori dell'angolo di incidenza che potevano apportare dati errati allo stabilizzatore mettendo l'aereo in picchiata, il tutto senza fare riferimento alcuno all'MCAS o rivelarne specificamente l'esistenza. La FAA rilasciò una direttiva di aeronavigabilità d'emergenza 2018-23-51 in cui richiedeva l'inserimento del bollettino Boeing nei manuali di volo e che i piloti prendessero immediatamente nota delle nuove informazioni fornite.

### Volo Ethiopian Airlines 302

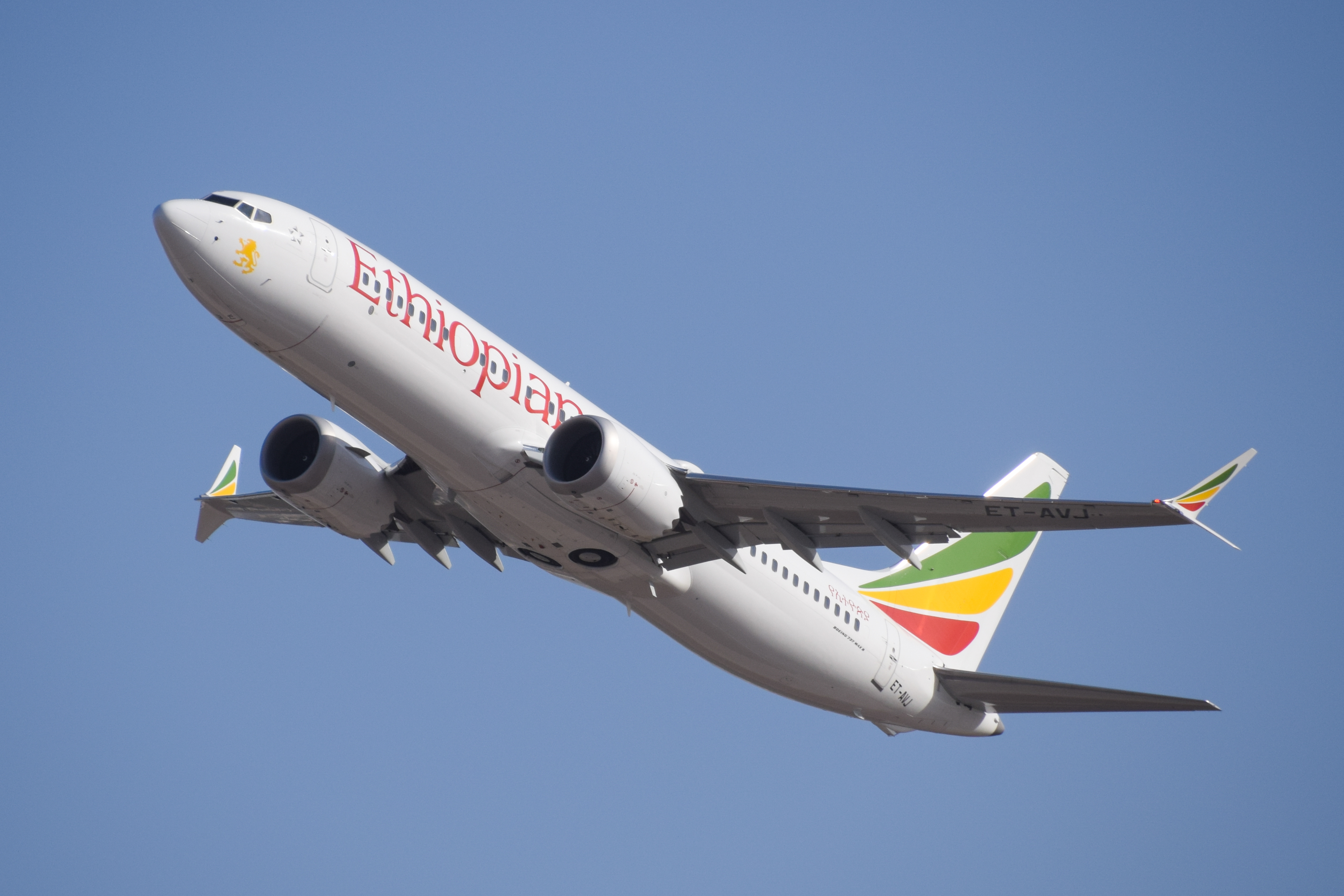
ET-AVJ, l'aereo della Ethiopian Airlines che si schiantò con il volo 302

Il 10 marzo 2019, il volo Ethiopian Airlines 302 partito dall'Aeroporto di Addis Abeba-Bole, in Etiopia, e diretto all'Aeroporto Internazionale Jomo Kenyatta di Nairobi, in Kenya, si schiantò sei minuti dopo il decollo vicino a Biscioftù, uccidendo tutti i 157 passeggeri e l'equipaggio a bordo dell'aeromobile. Il 737 MAX era stato consegnato nuovo di fabbrica 3 mesi e 28 giorni prima, il 15 novembre 2018, due settimane dopo l'incidente Lion Air.
I primi rapporti indicarono che il pilota del Volo Ethiopian Airlines 302 aveva lottato per controllare l'aereo, in modo simile alle circostanze dell'incidente della Lion Air. Un jackscrew trovato nel relitto era impostato per mettere l'aereo in posizione di picchiata. Gli esperti hanno suggerito che queste prove hanno ulteriormente indicato l'MCAS come responsabile dell'incidente. Dopo lo schianto del volo ET302, il portavoce di Ethiopian Airlines, Biniyam Demssie, dichiarò in un'intervista che le procedure per disabilitare l'MCAS erano state precedentemente inserite nell'addestramento dei piloti. Nonostante avessero seguito la procedura indicata nella direttiva, i piloti non riuscirono a disattivare l'MCAS.
Il ministro dei trasporti dell'Etiopia, Dagmawit Moges, dichiarò che i dati iniziali delle scatole nere del volo Ethiopian Airlines 302 avevano riportato "chiare somiglianze" con l'incidente del volo Lion Air 610.

## Certificazione e ritorno in servizio
Per convenzione, i regolatori del trasporto aereo in tutto il mondo accettano la certificazione di aeronavigabilità di un velivolo rilasciata dal paese di produzione dello stesso, senza riesaminare tale certificazione in modo molto dettagliato. Tuttavia, dopo gli incidenti mortali e la messa a terra di 737 MAX diverse autorità aeronautiche, in particolare l'autorità dell'Unione europea, l'EASA, ha affermato che effettuerà valutazioni e test del MAX in modo indipendente prima di autorizzare le operazioni di volo nello spazio aereo da essa controllato.
Anche l'ente canadese Transport Canada ha affermato che avrebbe rilasciato la certificazione di aeronavigabilità del Boeing 737 MAX in modo autonomo, anche se questa fosse già stata rilasciata dalla FAA.
Dichiarazioni simili sono state rilasciate anche dagli enti regolatori di Australia, Emirati Arabi Uniti ed India.

## Maneuvering Characteristics Augmentation System

Uno stabilizzatore orizzontale regolabile: il 737 MAX utilizza uno stabilizzatore regolabile, mosso da un martinetto, per fornire le forze di regolazione richieste.

Il Maneuvering Characteristics Augmentation System (MCAS) è una modalità di controllo di volo (modalità software) sviluppata da Boeing divenuta nota per il suo ruolo nei due incidenti mortali del 737 MAX prima che l'aereo fosse messo a terra in tutto il mondo. Distribuito per la prima volta sull'aerocisterna Boeing KC-46, il MCAS regola il trim dello stabilizzatore orizzontale per spingere il muso verso il basso quando l'aereo sta operando in volo manuale, con i flap retratti e ad un angolo di attacco elevato (AoA), in modo che i piloti non facciano inavvertitamente salire l'aereo troppo ripidamente provocando così potenzialmente uno stallo. Tuttavia, in entrambi i casi, il MCAS si è attivato a causa delle indicazioni errate provenienti dai suoi sensori.

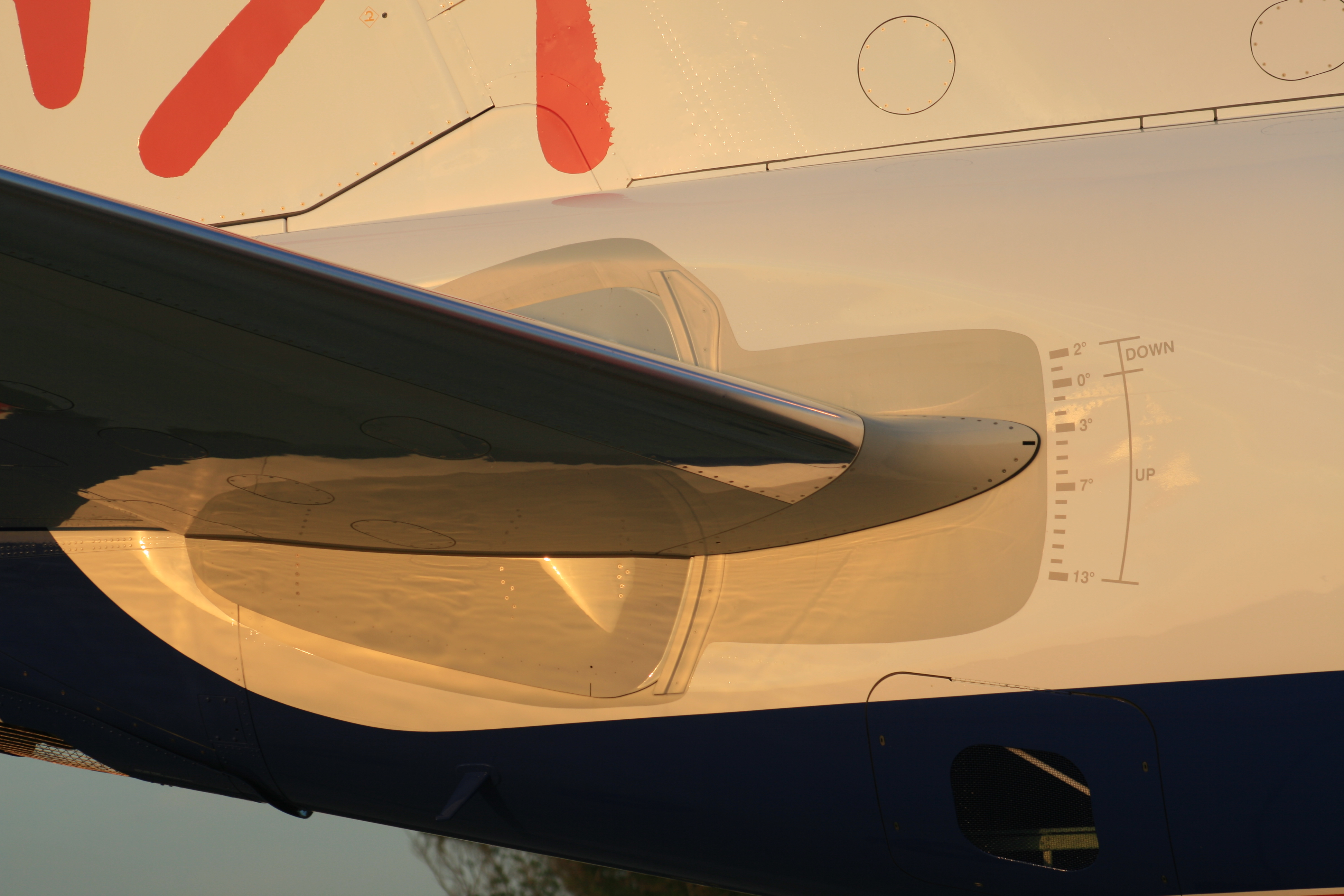
Lo stabilizzatore orizzontale regolabile di un Embraer 170.

Durante la certificazione dell'aeromobile, Boeing ha rimosso la descrizione del MCAS dai manuali di volo dei MAX, lasciando i piloti all'oscuro del sistema quando l'aereo è entrato in servizio. Il 10 novembre 2018, dodici giorni dopo lo schianto del volo Lion Air 610, Boeing ha rivelato pubblicamente il MCAS in una discussione con gli operatori aerei del velivolo. Tuttavia, una procedura di recupero evidenziata da Boeing e dalla FAA non è riuscita a prevenire l'incidente del volo Ethiopian Airlines 302, che ha portato alla messa a terra globale di tutti i velivoli 737 MAX in attesa di indagini e correzioni software.
Nell'aprile 2019, Boeing ha ammesso che il MCAS ha avuto un ruolo fondamentale in entrambi gli incidenti e ha affermato che il MCAS non è un sistema anti-stallo. Sul Boeing 737 MAX, il MCAS ha lo scopo di imitare il comportamento di beccheggio simile a quello degli aerei della precedente generazione della serie, il Boeing 737 NG. Le indagini hanno identificato numerosi difetti con i sistemi associati, incluso un messaggio di "AOA DISAGREE" che avrebbe dovuto impedire l'attivazione dell'MCAS. Il Wall Street Journal ha riferito che Boeing non ha condiviso le informazioni su questo problema per "circa un anno" prima dell'incidente di Lion Air in Indonesia.

## Impatto economico
La messa a terra del Boeing 737 MAX, che ha costretto Boeing a sospendere le consegne e a sospenderne la produzione fino a quando gli enti regolatori autorizzino il velivolo a entrare nuovamente in servizio, avrà un impatto sulla crescita economica e sull'occupazione degli Stati Uniti. Analisti e dirigenti hanno affermato che il maggior danno economico si concentrerà nelle aree in cui si trovano i fornitori dei Boeing 737 MAX. Hanno stimato inoltre che l'interruzione della produzione potrebbe ridurre la crescita del prodotto interno lordo del primo trimestre 2020 di almeno mezzo punto percentuale (0,5%).
Boeing inizialmente sperava che i voli potessero riprendere entro luglio 2019; il 3 giugno, il CEO Dennis Muilenburg si aspettava che gli aerei volassero entro la fine del 2019, senza fornire ulteriori dettagli sulle tempistiche. Il 18 luglio, Boeing riaffermò la previsione di Muilenburg, sperando di riportare il MAX in volo durante il quarto trimestre del 2019. Boeing indicò che questa era la sua migliore stima e che la data avrebbe potuto slittare ulteriormente.
Nel settembre 2019, l'amministratore delegato della Boeing Dennis Muilenburg dichiarò che il MAX avrebbe potuto riprendere il servizio in periodi diversi nelle varie parti del mondo in base alle procedure di certificazione dei vari enti regolatori dell'aviazione civile. Quello stesso mese Boeing disse ai suoi fornitori che l'aereo sarebbe potuto tornare in servizio entro novembre. L'11 novembre 2019, la società dichiarò che le consegne sarebbero riprese a dicembre 2019 e i voli commerciali a gennaio 2020. Nel gennaio 2020, Boeing disse che non si aspettava la ricertificazione dell'aereo fino alla metà del 2020.
Boeing ha registrato una perdita trimestrale record di 2,9 miliardi di dollari USA nel secondo trimestre del 2019, poiché ha stanziato $ 4,9 miliardi per la compensazione delle compagnie aeree. Il suo inventario è cresciuto di $ 6 miliardi e il suo valore del mercato azionario è diminuito di $ 62 miliardi poiché il valore delle sue azioni ha perso il 25% tra marzo e agosto 2019. Al momento della messa a terra, le entrate annuali della Boeing erano di $ 100 miliardi, il 60% delle quali proveniva dalle vendite di aerei di linea, di cui il 737 MAX ne rappresentava un terzo. La società aveva un margine di profitto del 10%, per un profitto annuo di $ 10 miliardi. Impiegava 137.000 persone negli Stati Uniti e pagava $ 45 miliardi a 13.600 fornitori domestici, che impiegavano altri 1,3 milioni di persone, pari a circa l'1% della forza lavoro americana.
Boeing ha inoltre rinviato lo sviluppo del progetto per un nuovo aereo di medie dimensioni poiché la sua priorità era il ritorno sicuro al servizio del Boeing 737 MAX.
Una speciale riunione del consiglio di amministrazione del 20 ottobre 2019 ha inserito nella sua agenda l'ipotesi di possibili riduzioni del personale. La società aveva recentemente dichiarato in un messaggio interno ai suoi dipendenti che non avrebbe pagato alcun bonus per il 2019, annullando anche i bonus di Natale 2019 per i suoi 2.500 lavoratori nel Regno Unito a causa della pressione della crisi MAX. Il nuovo CEO Dave Calhoun riceverà un bonus di svariati milioni di dollari se riuscirà a riportare il 737 MAX in servizio.
Nel febbraio 2020, la pandemia globale di coronavirus e il conseguente divieto di viaggio hanno creato ulteriore incertezza per Boeing. Nel marzo 2020, la notizia che Boeing stava cercando un piano di salvataggio di 60 miliardi di dollari ha causato un forte calo del prezzo delle sue azioni, sebbene l'azienda alla fine abbia ricevuto 17 miliardi di fondi dallo stimolo del coronavirus. La sua vasta catena di fornitura che fornisce componenti per aeromobili e simulatori di volo ha subito perdite simili, così come il settore dei servizi aerei, compresa la formazione dell'equipaggio, l'aftermarket e il settore assicurativo per l'aviazione. I suoi clienti, le compagnie aeree e i noleggiatori di aeromobili, hanno subito gravi interruzioni delle loro operazioni e dei loro piani strategici.

### Ordini
Al momento dell'interdizione al volo, Boeing aveva 4 636 ordini per il 737 MAX, per un valore di circa 600 miliardi di dollari. A seguito della messa a terra, Boeing sospese le consegne dei 737 MAX ai clienti e rallentò la produzione dell'aeromobile. Nel tentativo di limitare le perdite, l'azienda fece numerose concessioni ai clienti, tra cui la possibilità di annullare le consegne in ritardo a partire dal 1º ottobre 2019 per un certo numero di clienti principali.
L'11 marzo 2019, il giorno dopo l'incidente di Ethiopian Airlines, la Lion Air annunciò la possibilità della compagnia di annullare un ordine di 22 miliardi di dollari con Boeing a favore di aeromobili Airbus. Il 22 marzo, la compagnia di bandiera indonesiana Garuda Indonesia cancellò 49 ordini per il Boeing 737 MAX, affermando che "I passeggeri Garuda Indonesia non si fidavano più di volare sui Boeing 737 MAX".
Il 25 marzo 2019 Samoa Airways annunciò la cancellazione dell'ordine del suo unico Boeing 737 MAX 9.
Il 3 giugno 2019, Azerbaijan Airlines decise di posticipare un eventuale ordine di 10 737 MAX 8.
Il 7 luglio 2019, il vettore aereo saudita Flyadeal non confermò l'ordine di 30 737 MAX 8, optando per altrettanti A320neo della concorrente europea Airbus. Il 29 luglio, Turkish Airlines affermò che era in fase di valutazione la possibilità di annullare tutti gli ordini dei Boeing 737 MAX rimanenti, vale a dire 54 737 MAX 8 e 9 737 MAX 9, a favore di aggiuntivi Airbus A320neo e Airbus A321neo, citando tra i motivi i problemi di sicurezza e la perdita di fiducia nei confronti del 737 MAX. Il 31 luglio, China Southern Airlines annunciò la sospensione dell'ordine per 64 737 MAX 8, che avrebbero dovuto unirsi ai 26 già nella flotta.
Ad agosto 2019, per il sesto mese consecutivo, non venne firmato alcun ordine per il Boeing 737 MAX. Il 27 agosto, la società di leasing russa Avia Capital Services del gruppo Rostec, intentò una causa negli Stati Uniti per annullare un ordine di 35 Boeing 737 MAX.
Il primo ordine durante la messa a terra arrivò l'8 ottobre 2019 da un cliente non identificato di business jet. Royal Air Maroc sospese un accordo per l'acquisto di due jet Boeing 737 MAX.
Boeing ha perso un totale di 45 ordini per il MAX, a seguito di annullamenti e conversioni in altri velivoli Boeing, durante i primi 10 mesi del 2019. Al Dubai Airshow di novembre 2019, sono stati effettuati 30 ordini per il 737 MAX nonostante la messa a terra in corso: 10 da parte di SunExpress e 20 da una compagnia aerea rimasta anonima. Il 14 gennaio 2020, Boeing ha registrato una perdita netta di 87 ordini di aeromobili nel 2019, la sua peggior performance in tre decenni; i clienti delle compagnie aeree avevano cancellato 183 ordini per il MAX, mentre Boeing aveva ricevuto solo 96 ordini per altri velivoli. Il 15 gennaio, Malaysia Airlines ha ritardato le consegne del MAX, a causa dei ritardi nella ricertificazione dell'aeromobile.
Alla fine di luglio 2020, gli ordini netti di Boeing per il 737 MAX erano diminuiti di 836 aerei.